# Du mariage
Du mariage est un essai de Léon Blum rédigé en 1905 et paru en 1907.
Dans cet ouvrage l’auteur déroule une réflexion sur ce qu’est le mariage à son époque et ce qu’il devrait être selon lui. Il préconise notamment aux femmes de vivre des expériences pré-conjugales, à l’image de ce que connaissent les hommes.
Blum se livre ici à une réflexion sur les mœurs, notamment celles de la bourgeoisie française du début du XXe siècle ainsi que sur le bonheur dans le couple. L’ouvrage ne relève pas de la politique à proprement parler, mais en abordant le thème du mariage, de la conjugalité et de la liberté individuelle, Blum traite du fonctionnement de la société et de ses institutions et on peut trouver un écho à son engagement politique socialiste.
En rupture avec le discours dominant sur les mœurs et la place des femmes au début du XXe siècle, l’œuvre fait scandale à sa parution y compris parmi les proches de Blum.

## Résumé
Dans cet essai, l'auteur développe l'idée selon laquelle le mariage ne devrait être contracté par un homme et une femme que lorsqu’ils sont mûrs pour cela, après avoir dépensé et épuisé leurs instincts de changement polygamique.
Blum n'est pas plus hostile au mariage qu'il n'est hostile au concubinage. Il pense le mariage comme une union monogamique ayant pour caractéristiques la paix et la stabilité, alors que l'instinct polygamique serait marqué par l'amour et la passion.

## Contexte et genèse de l’œuvre
Léon Blum rédige Du Mariage en 1905, alors qu’il est âgé de 35 ans et qu’il occupe à ce moment-là un mandat de conseiller d’État. Amant de Thérèse Pereyra, il l’épousera peu avant la parution du livre, en 1907 et le lui dédie.
« Je demande la permission de rendre publique la dédicace que j’en fais à ma femme, entendant signifier par là que dans la conception de ce livre il n’entra pas de déception ni de rancune, mais au contraire un sentiment de reconnaissance, et qu’il fut écrit par un homme heureux. »

## Thèmes abordés
Pour Blum les hommes connaîtraient de multiples relations avant de s’engager dans le mariage et les femmes devraient connaître la même chose. Il appelle à une libération sexuelle des femmes à égalité avec celle des hommes.
« Pour l’homme comme pour la femme la vie d’aventure doit précéder la vie de mariage, la vie d’instinct doit précéder la vie de raison. »
Le mariage serait une codification de la monogamie et celle-ci correspondrait chez les humains à un état second du cœur et des sens qui surviendrait après une phase de changement s’apparentant à de la polygamie. Tout mariage qui unirait deux personnes non encore parvenues à cet état serait un mauvais mariage. Beaucoup de mariages ne connaîtraient pas d’infidélités s'ils étaient assez mûrs et que les deux époux avaient quitté la phase d'instinct polygamique. 
« L'homme et la femme sont d'abord polygames puis, dans l'immense majorité des cas, parvenus à un certain degré de leur développement et de leur âge, on les voit tendre et s'achever vers la monogamie. Les unions précaires et changeantes correspondent au premier état; le mariage est la forme naturelle du second. »

## Réception de l’œuvre
L’œuvre fait scandale à sa sortie,. Les remarques de la classe politique sont nombreuses y compris dans le bord politique de Léon Blum, chez les socialistes, notamment de la part de Jean Jaurès. L’extrême-droite quant à elle dit du livre qu’il s’agit de « pornographie au Conseil d’État », en référence aux fonctions de conseiller d’État occupées alors par Blum,.
L’onde de choc se fait également sentir dans le milieu littéraire. André Gide, proche et correspondant régulier de Léon Blum, dit dans une lettre à Marcel Drouin qu’il lui a exprimé directement les réserves qu’il avait sur cet essai « qui semble une habile préface à tout le théâtre juif d'aujourd'hui ».
Les remarques et insultes antisémites à l’encontre de Blum sont nombreuses.